# Masters of Science Fiction
Masters of Science Fiction (Maeștrii SF-ului) este o serie antologică de televiziune americană-canadiene realizată de unii dintre producătorii serialului Masters of Horror. Emisiunea a debutat pe ABC pe 4 august 2007 la ora 22:00 și au fost transmise patru episoade la rând. Inițial, a fost programat să fie difuzat în șase părți, dar două episoade au fost eliminate din program din motive nedezvăluite.
Serialul are un format similar cu Masters of Horror, cu fiecare episod având de o oră și fiecare episod fiind o adaptare de scurtmetraj a unei povestiri scrise de către un membru respectat al comunității science fiction, de unde și cuvântul Masters (Maeștrii) din titlu. 
În decembrie 2007, serialul a fost preluat de canalul Space din Canada. A urmat premiera nord-americană a celor două episoade lipsă. Un DVD pentru Regiunea 1 cu toate cele șase episoade a fost lansat la 5 august 2008. Pe 12 februarie 2012, Discovery Science a început să difuzeze episoadele, sub titlul Stephen Hawking's Sci-Fi Masters, începând cu episodul „Watchbird”.
Gazda serialului este fizicianul Stephen Hawking. 

## Episoade
| Nr. | Titlu             | Regia           | Scenariu                                                             | Premiera TV                                     |
| --- | ----------------- | --------------- | -------------------------------------------------------------------- | ----------------------------------------------- |
| 1 | „A Clean Escape”  | Mark Rydell     | Poveste de: John Kessel Scenariu de: Sam Egan                        | 4 august 2007 (SUA) 11 noiembrie 2007 (Canada)  |
| Într-un viitor post-apocaliptic, un psihiatru încearcă să ajute un pacient să-și recapete memoria. După o povestire omonimă de John Kessel. Rolurile principale: Sam Waterston ca Havelman, Judy Davis ca Dr. Deanna Evans, Allison Hossack ca Kelly Prosky, Tom Butler ca Warren Geslow, Robert Moloney ca Pierce, Terence Kelly ca Goldstone, Garry Chalk ca General, Peter Bryant - Dr. Gavin, McKye Kelly - Claire, Peter Hall - Nick, Burkely Duffield ca Will, Camyar Chai - Mansur, Malaya Cooks - Tehnician |                   |                 |                                                                      |                                                 |
| 2 | „The Awakening”   | Michael Petroni | Poveste de: Howard Fast Scenariu de: Michael Petroni                 | 11 august 2007 (SUA) 25 noiembrie 2007 (Canada) |
| Rolurile principale: Terry O'Quinn ca Maior Albert Skynner, Elisabeth Röhm ca Lt. Granger, William B. Davis ca President, Julian D. Christopher ca General MacKenzie, Malcolm Stewart ca Col. Dingham, Doron Bell ca Kirby, Samir El Sharkawi ca Iraqi, Dave Lantaigne ca ofițer de armată, Adrian Glynn McMorran ca Medic, Dean Marshall ca General's Aide, Hiro Kanagawa ca Captain Oguchi, Johannah Newmarch ca Assistant, Mitra Lohrasb ca Palestinian Woman, Andre Fex ca French Leader, Deni DeLory ca Interpreter, Veena Sood ca Dr. Kashani, Parm Soor ca Pakistani Leader, Scott Miller ca Technician, Eddy Ko ca Chinese Leader, Igor Ingelsman ca Russian Leader, Laura Soltis ca Skynner's Wife, Ben Cotton ca Creature |                   |                 |                                                                      |                                                 |
| 3 | „Jerry Was a Man” | Michael Tolkin  | Poveste de: Robert A. Heinlein Scenariu de: Michael Tolkin           | 18 august 2007 (SUA) 18 noiembrie 2007 (Canada) |
| Rolurile principale: Malcolm McDowell ca Tibor Cargrew, Anne Heche ca Martha Von Vogel, Russell Porter ca Bronson, Jason Diablo ca Jerry, Bill Dow ca McCoy, Sonja Bennett ca Judge Pomfrey, Val Cole ca News Anchor, Osmond L. Bramble ca Bailiff, Matty Finochio ca Judge # 2, David Neale ca Pyramus, Jeanie Cloutier ca Judge # 3 |                   |                 |                                                                      |                                                 |
| 4 | „The Discarded”   | Jonathan Frakes | Poveste de: Harlan Ellison Scenariu de: Harlan Ellison și Josh Olson | 25 august 2007 (SUA) 16 decembrie 2007 (Canada) |
| Rolurile principale: Brian Dennehy ca Bedzyk, John Hurt ca Samswope, James Denton ca Barney Curran, Gina Chiarelli ca Annie, Lori Triolo ca Harmony Teet, Donny Lucas ca Steve, Vicky Lambert ca Frenchy, Alex Zahara ca Bucky, Leanne Adachi ca Sharon, Jason Diablo ca Smiler, Brian Dobson ca Voice of Samswope 2, Barbara Kottmeier ca Sis, Harlan Ellison ca Nate, Ken Kramer ca Schmool, Gillian Barber ca Dr. Goldstein |                   |                 |                                                                      |                                                 |
| 5 | „Little Brother”  | Darnell Martin  | Walter Mosley                                                        | 2 decembrie 2007 (Canada)                       |
| Rolurile principale: Kimberly Elise ca Tilly Vee, Clifton Collins Jr. ca Frendon Blythe, Garwin Sanford ca Judge - The Court, Daryl Shuttleworth ca Otis Brill, Matthew Walker ca Augustus, Jorgito Vargas Jr. ca Young Man, Lorena Gale ca Mary - Mother, Shelley MacDonald ca Female Guard, Nicole Muñoz ca Frightened Girl, Adrien Dorval ca Officer Bernard, Keith Dallas ca Officer Labey, Joanna Reid ca Defense Attorney, Donna Yamamoto ca Asian Police Woman, Louis Chirillo ca Interrupt Progarm 91, Alex Kliner ca Juror #1 - Jessup, Doreen Ramus ca Juror #2 - Renee, Carlos Joe Costa ca Juror #3 - Kwame, Alexia Fast ca Juror #4 - Ginnie, Ellen Ewusie ca Black Woman - Juror #5, Jim Shepard ca Middle Aged White Man - Juror #6, Ray G. Thunderchild ca Native American Man - Juror #7, Greg Chan ca Old Chinese Man - Juror #8, John Burnside ca Juror #9, Jeni Le Gon ca Juror #10, Nimet Kanji ca Juror #11, Esme Lambert ca Juror #12 |                   |                 |                                                                      |                                                 |
| 6 | „Watchbird”       | Harold Becker   | Poveste de: Robert Sheckley Scenariu de: Sam Egan                    | 9 decembrie 2007 (Canada)                       |
| Rolurile principale: James Cromwell ca Randolph Ludwin, Sean Astin ca Charlie Kramer, Vincent Gale ca Jack Valentine, Stacy Grant ca Sarah Moser, Christine Chatelain ca Marissa, Michael Kopsa ca Ratcliffe, Sally Kellerman ca The Watchbird (voice), Viv Leacock ca Willy, Dean Redman ca Bradley Tanner, David Abbott ca President, Ivan De Leon ca Hispanic Youth #1, Andreas Abbondanza ca Hispanic Youth #2, Ken Camroux-Taylor ca Summer, A.B. Chater ca Terrorist #1, Mehdi Darvish ca Terrorist #2, Sean Owen Roberts ca Mugger, Alistair Abell ca SWAT Leader, Gerry South ca Gunman, Vanesa Tomasino ca Housekeeper, Jill Krop ca TV Newscaster, Link Baker ca Technician, Mark Docherty ca TV Newscaster, Paul Herbert ca Medical Technician (nemenționat), Javier Villarreal - voci suplimentare (nemenționat) |                   |                 |                                                                      |                                                 |

## Vezi și
- 2007 în științifico-fantastic